# Acemetacyna
Acemetacyna (łac. acemetacinum) – organiczny związek chemiczny, lek z grupy niesteroidowych leków przeciwzapalnych, hamujący COX-1 i COX-2. Działa przeciwzapalnie, wykazuje również właściwości przeciwbólowe i przeciwgorączkowe. Acemetacyna jest estrem indometacyny, która jest jej głównym aktywnym metabolitem.

## Farmakokinetyka
Acemetacyna łatwo wchłania się z przewodu pokarmowego, jest wydalana w 40% z moczem w postaci metabolitów, reszta z kałem.

## Wskazania
Acemetacyna jest stosowana głównie w chorobie zwyrodnieniowej stawów, ponadto w przewlekłych zapaleniach stawów, mięśni i ścięgien, reumatoidalnym zapaleniu stawów, bólu pooperacyjnym, ostrych napadach dny moczanowej i łuszczycowym zapaleniu stawów.

## Interakcje
Acemetacyna może zwiększać stężenie digoksyny i litu we krwi. Stosowana łącznie z lekami przeciwzakrzepowymi, kortykosteroidami i innymi NLPZ zwiększa ryzyko krwawienia, zwłaszcza z przewodu pokarmowego. Lek ten może również opóźniać wydalanie penicylin, osłabiać działanie hipotensyjne leków moczopędnych i innych leków obniżających ciśnienie krwi.

## Przeciwwskazania
Acemetacyny nie powinny stosować osoby z zaburzeniami układu krwiotwórczego, czynną lub nawracającą chorobą wrzodową żołądka i dwunastnicy, nadwrażliwością na inne NLPZ, kobiety w III trymestrze ciąży i dzieci do 14 roku życia.

## Działania niepożądane
Po zażyciu acemetacyny mogą wystąpić: nudności, wymioty, bóle brzucha, biegunka, utajone krwawienia z przewodu pokarmowego, owrzodzenie żołądka i jelit nawet z perforacją, senność, uczucie zmęczenia, szum w uszach. Lek ten może nasilać objawy padaczki, choroby Parkinsona, zaburzeń psychicznych. Podczas leczenia chorzy nie powinni prowadzić pojazdów mechanicznych i obsługiwać maszyn.

## Preparaty
- Rantudil Forte – kapsułki 60 mg
- Rantudil Retard – kapsułki o przedłużonym uwalnianiu 90 mg